# Callipelta
Callipelta is een geslacht van sponsdieren uit de klasse van de Demospongiae (gewone sponzen). 

## Soorten
- Callipelta cavernicola (Vacelet & Vasseur, 1965)
- Callipelta mixta Vacelet, Vasseur & Lévi, 1976
- Callipelta ornata Sollas, 1888
- Callipelta punctata Lévi & Lévi, 1983
- Callipelta sollasi Lévi & Lévi, 1989
- Callipelta thoosa Lévi, 1964